# Myjava
 Ovo je glavno značenje pojma Myjava. Za Okrug pogledajte Okrug Myjava.
 Myjava (njem. Miawa, mađ. Miava) je grad u zapadnoj Slovačkoj u Trenčinskom kraju. Grad je upravno središte Okruga Myjava.

## Zemljopis
Myjava je smještena na Myjava brdima u podnožju Bijelih Karpata i nedaleko od Malih Karpata. Kroz grad teče rijeka Myjava. Grad je udaljen od granice s Češkom 10 km, 35 km od Skalice i 100 km od Bratislave.

## Povijest
Naselje je nastalo 1586. godine i bio je kolonizirano od dvije skupine stanovnika: izbjeglicama iz današnje južne Slovačke koje bježe od Osmanlija i stanovnicima iz sjeverozapadne Ugarske. Tijekom Revolucije 1848. godine, u gradu se susrelo Slovačko Nacionalno vijeće (1848. – 1849.) kao posljedica Slovačkog ustanka. Danas je kuća u kojoj je bio susret pretvorena u Muzej Nacionalnog vijeća Slovačke koji je dio Slovačkog nacionalnog muzeja.

## Stanovništvo
| Godina:     | 1993.  | 2003.   | 2013.   | 2023.    |
| ----------- | ------ | ------- | ------- | -------- |
| Broj ljudi: | 13 249 | 12 924  | 12 114  | 10 547   |
| Razlika:    |        | -2,45 % | -6,26 % | -12,93 % |

| Godina:     | 2022.  | 2023.   |
| ----------- | ------ | ------- |
| Broj ljudi: | 10 705 | 10 547  |
| Razlika:    |        | -1,47 % |

Po popisu stanovništva iz 2021. godine grad je imao 10.985 stanovnika. Po popisu stanovništva u gradu živi najviše Slovaka.
- Slovaci 91,9 %
- Česi 1,0 %
- Romi 0,2 %

Prema vjeroispovijesti najviše ima luterana 38,1 %, ateista 40,1 % i rimokatolika 11,1 %.

## Vanjske poveznice
- Službena stranica grada

### Ostali projekti
|  | Zajednički poslužitelj ima još gradiva o temi Myjava |